# 사상 최강의 대마왕, 마을 사람 A로 전생하다
사상 최강의 대마왕, 마을 사람 A로 전생하다(史上最強の大魔王、村人Aに転生する)는 카토 묘진(작가), 미즈노 사오(일러스트)가 원작한 일본의 라이트 노벨 소설 작품이다. 「소설가가 되자」에서 2017년 8월부터 웹 소설로 발간 중에 서적화해, 2018년 5월부터 후지미 판타지아 문고(KADOKAWA)에서 간행.

## 줄거리
신화에 이름을 새긴 사상 최강의 대마왕, 바르바토스.
왕으로 인생을 다한 그는 평범한 인생에 동경해 수천 년 후, 마을 사람 아드로 전생하지만…….
“에, 에인션트 울프를 일격에?! 게다가 무영창으로?!”
마법의 힘이 쇠퇴한 현대에서는 아드가 힘을 빼도 상식을 아득히 뛰어넘는 존재?! 소문이 퍼져 신부로 삼아달라고 말하는 여자, 다음 왕으로 삼으려는 왕족, 나아가 목숨을 노리는 예전 부하가 학원으로 들이닥치지만, 그런 자들을 일축한 대마왕은 자신의 길에 매진한다……!
목표는 친구 100명! 하지만 모여드는 건 어째서 전부 여자?
상식을 뛰어넘는 마왕 님의 학원 영웅 판타지!